# Tjønnås Station
Tjønnås Station (Tjønnås stopppested) var en jernbanestation på Sørlandsbanen, der lå i Bø kommune i Norge.
Stationen blev oprettet som holdeplads 15. december 1925, da banen blev forlænget fra Bø til Lunde. Den blev nedgraderet til trinbræt 1. september 1967. Betjeningen med persontog ophørte 10. januar 1999, og senere blev stationen helt nedlagt.
Stationsbygningen er af Veggli-typen og daset af Ustaoset-typen. De blev opført efter tegninger af Gudmund Hoel og Bjarne Friis Baastad ved NSB Arkitektkontor i 1925. De blev senere solgt fra til private.